# شهرستان اسلوپ شمالی (آلاسکا)
شهرستان اسلوپ شمالی (به انگلیسی: North Slope Borough) یک منطقهٔ مسکونی در ایالات متحده آمریکا است که در آلاسکا واقع شده‌است. این شهرستان شمالی‌ترین بخش در ایالت آلاسکا و بنابراین، شمالی‌ترین شهرستان در ایالات متحده آمریکا است. جمعیت این شهرستان در سرشماری سال ۲۰۲۰، برابر با ۱۱٬۰۳۱ نفر بود. 
مرکز و بزرگترین شهر اسلوپ شمالی، که تقریباً نیمی از جمعیت ناحیه را شامل می‌شود، شهر یوتکیاجویک (معروف به بارو از ۱۹۰۱ تا ۲۰۱۶)، شمالی‌ترین سکونتگاه در ایالات متحده است.

## جوامع

### شهرها
- آناکتوووک پس
- آتکاسوک
- کاکتوویک
- نوئیکسوت
- پوینت هوپ
- یوتکیاجویک (مرکز شهرستان)
- وین‌رایت

### مکان‌های تعیین‌شده در سرشماری
- پوینت لی
- پرودو بی

### سایر مکان‌های ثبت نشده
- آلپاین
- ددهورس
- ساگوان
- اومیات